# Тахтамышев, Владимир Феофанович
Владимир Феофанович Тахтамышев (189?—1935) — участник Гражданской войны в России, большевик, участник анархо-махновского движения.

## Биография
Родился в греческом селе Большая Янисоль.
В 1918 году в селе Старый Керменчик Тахтамышев создал и возглавил греческий отряд, который боролся с австро-немецкими оккупантами. Отряд действовал в районе сёл Малая Янисоль, Чердаклы, Келлеровка, Македоновка, Сартана.
Числа 21 февраля в Пологи к махновцам приехал Дыбенко с приказом. Был осмотр, было совещание с комсоставом, где Дыбенко зачитал приказ командующего группой Харьковского направления Скачко: «Войска, входящие в вверенную мне группу, приказано свести в дивизию, а потому приказываю: с частей, находящихся под командой тт. Дыбенко, Махно и Григорьева образовать одну стрелковую дивизию, которой в дальнейшем именоваться Заднепровской украинской советской дивизией».
После этого Тахтамышева назначили политкомом 9-го Греческого полка Заднепровской дивизии.
Тахтамышев был единственным командиром, не избранным, а назначенным командованием. В это же время его представили к награде — Ордену Красного Знамени.
19 марта Тахтамышев со своим полком принимал участие в освобождении Мариуполя от белой армии. После освобождения города Дыбенко наградил 9-й полк особым Красным знаменем, а командиру была объявлена благодарность.
В конце июня полк Тахтамышева с другими частями махновцев занимал часть фронта, протянувшегося от Бердянска до села Покровское. Под его командованием находилось 2000 красноармейцев, из них 1200 без винтовок.
В конце 1919 года безоружный отряд Тахтамышева влился в 14-ю армию и остался в ней, разорвав отношения с махновцами.
После окончания гражданской войны Тахтамышев поселился в Мариуполе, возглавил строительство рыбоконсервного комбината и стал его первым директором.
В 1935 году умер от тяжёлой болезни.

## Награды
- Орден Красного Знамени (1919?)